# Make Them Die Slowly (álbum)
Make Them Die Slowly es el segundo álbum de estudio de la banda estadounidense White Zombie, publicado el 22 de marzo de 1989 por la discográfica Caroline Records. Su nombre proviene de la película italiana de 1981 Cannibal Ferox, originalmente distribuida en los Estados Unidos como Make Them Die Slowly. Fue producido por el compositor Bill Laswell y presenta a John Ricci en la guitarra.

## Lista de canciones
Todas las letras escritas por Rob Zombie, toda la música compuesta por White Zombie. 
| N.º | Título             | Duración |  |
| 1.  | «Demonspeed»       | 5:21     |  |
| 2.  | «Disaster Blaster» | 6:03     |  |
| 3.  | «Murderworld»      | 6:10     |  |
| 4.  | «Revenge»          | 4:22     |  |
| 5.  | «Acid Flesh»       | 5:30     |  |
| 6.  | «Power Hungry»     | 5:12     |  |
| 7.  | «Godslayer»        | 7:12     |  |

## Créditos
- Rob Zombie – Voz
- John Ricci – Guitarra
- Sean Yseult – Bajo
- Ivan de Prume – Batería

## Lanzamiento
| Región         | Fecha | Sello            | Formato        | Catálogo   |
| -------------- | ----- | ---------------- | -------------- | ---------- |
| Estados Unidos | 1989  | Caroline Records | CD, Casete, LP | CAROL 1362 |